# 5715-ös mellékút (Magyarország)
Az 5715-es mellékút egy 4,8 kilométeres hosszúságú, négy számjegyű mellékút Baranya vármegye déli részén; Siklós keleti vonzáskörzetében köt össze két kisebb települést egymással, illetve a térséget átszelő fontosabb mellékutakkal.

## Nyomvonala
Kisharsány belterületének déli széle közelében, de még külterületen ágazik ki az 5701-es útból, annak a 25+750-es kilométerszelvényénél, észak-északnyugati irányban. Mintegy 600 méter után éri el a település déli szélét, ahol a Dózsa utca nevet veszi fel. A központban – nagyjából 1,2 kilométer után – északnyugatnak fordul, és Kossuth utca lesz a neve, de hamarosan újabb irányváltásai is következnek, s a község északi részében a Petőfi utca nevet veszi fel. Így is lép ki a lakott területről, nagyjából 1,8 kilométer megtételét követően.
A 2+250-es kilométerszelvénye táján lép át Nagytótfalu határai közé, a község első házait mintegy 300 méterrel arrébb éri el. Települési neve a központig Petőfi utca, onnan – egy kisebb irányváltás után – Kossuth utca, egy újabb, közel derékszögű iránytörést követően pedig Rákóczi utca; így is hagyja el a községet, körülbelül 3,7 kilométer megtételét követően, északi irányban. A negyedik kilométerét elhagyva nyugatnak fordul, így éri el Siklós déli határszélét. Utolsó mintegy 400 méternyi szakaszán a határvonalat követi, így is ér véget, beletorkollva az 5711-es útba, szinte pontosan annak a 24. kilométerénél.
Teljes hossza, az országos közutak térképes nyilvántartását szolgáló kira.kozut.hu adatbázisa szerint 4,800 kilométer.

## Települések az út mentén
- Kisharsány
- Nagytótfalu
- (Siklós)